# Julie Bowen
Julie Bowen Luetkemeyer (Baltimore; 1970. március 3. –) kétszeres Primetime Emmy-díjas amerikai színésznő.
Elsősorban televíziós sorozatszerepeivel vált ismertté: Dawson és a haverok (2000), Ed (2000–2004), Boston Legal – Jogi játszmák (2005–2007), Lost – Eltűntek (2005–2007) és Modern család (2009–2020). Utóbbival hatszor jelölték Primetime Emmy-díjra legjobb női mellékszereplő (vígjátéksorozat) kategóriában, ebből két alkalommal bizonyult a legjobbnak. A sorozat többi szereplőjével együtt kétszer nyert Screen Actors Guild-díjat legjobb szereplőgárda (vígjátéksorozat) kategóriában.
Mozifilmjei közé tartozik a Happy, a flúgos golfos (1996), a Förtelmes főnökök (2011), valamint szinkronszínészként a Scooby-Doo! Szőrmókveszély (2013) és a Repcsik: A mentőalakulat (2014) című animációs filmek. 2017 és 2020 között az Aranyhaj: A sorozat című animációs sorozatban főszereplőként kölcsönözte a hangját.

## Filmográfia

### Film
| Év   | Magyar cím                            | Eredeti cím                                   | Szerep                      | Magyar hang     |
| ---- | ------------------------------------- | --------------------------------------------- | --------------------------- | --------------- |
| 1996 |                                       | Confessions of a Sleep Addict                 | P.J.                        |                 |
| 1996 | Happy, a flúgos golfos                | Happy Gilmore                                 | Virginia Venit              | Balázs Ági      |
| 1996 | Közös többszörös                      | Multiplicity                                  | Robin                       |                 |
| 1997 | Egy amerikai farkas Párizsban         | An American Werewolf in Paris                 | Amy Finch                   |                 |
| 2001 |                                       | You're Killing Me                             | Jamie Quinn                 |                 |
| 2001 |                                       | Amy's Orgasm                                  | Nikki                       |                 |
| 2001 |                                       | Venus and Mars                                | Lisa                        |                 |
| 2001 | Akárki Joe                            | Joe Somebody                                  | Meg Harper                  | Rudolf Teréz    |
| 2002 |                                       | Stella Shorts 1998–2002 (rövidfilmes sorozat) | Anyatermészet               |                 |
| 2005 | Rebellisek                            | Kids in America                               | Weller igazgató             | Spilák Klára    |
| 2005 |                                       | Partner(s)                                    | Katherine                   |                 |
| 2007 | Szex és halál kezdőknek               | Sex and Death 101                             | Fiona Wormwood              | Mezei Kitty     |
| 2010 | Kívülről őrült (Őrület, mi van kint!) | Crazy on the Outside                          | Christy                     |                 |
| 2011 | Seprűs esküvő                         | Jumping the Broom                             | Amy                         |                 |
| 2011 | Förtelmes főnökök                     | Horrible Bosses                               | Rhonda Harken               | Bertalan Ági    |
| 2012 |                                       | Conception                                    | Tiffany                     |                 |
| 2012 | Késpárbaj                             | Knife Fight                                   | Peaches                     | Zsigmond Tamara |
| 2013 | Scooby-Doo! Szőrmókveszély            | Scooby-Doo! Mecha Mutt Menace                 | Dr. Devon Albright (hangja) | Bertalan Ágnes  |
| 2014 | Repcsik: A mentőalakulat              | Planes: Fire & Rescue                         | Rigó (hangja)               | Janza Kata      |
| 2018 | A partiállat                          | Life of the Party                             | Marcie Strong               | Hámori Eszter   |
| 2020 | Hubie, a halloween hőse               | Hubie Halloween                               | Violet Valentine            | Kiss Virág      |
| 2021 | Utóhatás                              | The Fallout                                   | Patricia                    |                 |
| 2021 | Válogatáskazetta                      | Mixtape                                       | Gail Moody                  | Für Anikó       |
| 2023 | Gyilkos a múltból                     | Totally Killer                                | Pam Hughes                  |                 |
| 2025 | Happy, a flúgos golfos 2.             | Happy Gilmore 2                               | Virginia Venit Gilmore      | Für Anikó       |

### Televízió
| Év        | Magyar cím                               | Eredeti cím                       | Szerep                          | Megjegyzések                                                                                   |
| --------- | ---------------------------------------- | --------------------------------- | ------------------------------- | ---------------------------------------------------------------------------------------------- |
| 1992      |                                          | Loving                            | Steffy                          |                                                                                                |
| 1993      |                                          | Lifestories: Families in Crisis   | Chris                           | 1 epizód                                                                                       |
| 1993      |                                          | Class of '96                      | Kristie Lewis                   | 1 epizód                                                                                       |
| 1993      | Acapulco akciócsoport                    | Acapulco H.E.A.T.                 | Danielle Perkins                | - 1 epizód - magyar hangja: - Kisfalvi Krisztina                                               |
| 1994      | Csajok az országúton                     | Runaway Daughters                 | Angie Gordon                    | tévéfilm                                                                                       |
| 1994      | Elveszett gyermekek                      | Where Are My Children?            | Kirstie                         | tévéfilm                                                                                       |
| 1995      |                                          | Extreme                           | Andie McDermott                 | 7 epizód                                                                                       |
| 1996      | Ötösfogat                                | Party of Five                     | Shelley                         | 1 epizód                                                                                       |
| 1996      |                                          | Strange Luck                      | Leigh Anne                      | 1 epizód                                                                                       |
| 1998      |                                          | Three                             | Amanda Webb                     | 2 epizód                                                                                       |
| 1998–1999 | Vészhelyzet                              | ER                                | Roxanne Please                  | 9 epizód                                                                                       |
| 1999      | Az utolsó férfi a Földön                 | The Last Man on Planet Earth      | Hope Chayse                     | - tévéfilm - magyar hangja: - Bertalan Ági                                                     |
| 2000      |                                          | Oh Baby                           | Nikky                           | 2 epizód                                                                                       |
| 2000      | Dawson és a haverok                      | Dawson's Creek                    | Gwen nagynéni                   | 1 epizód                                                                                       |
| 2000–2004 | Ed                                       | Ed                                | Carol Vessey                    | 83 epizód                                                                                      |
| 2002      | Az igazság ligája                        | Justice League                    | Aresia (hangja)                 | 2 epizód                                                                                       |
| 2005      |                                          | Jake in Progress                  | Brooke                          | 4 epizód                                                                                       |
| 2005–2007 | Lost – Eltűntek                          | Lost                              | Sarah Shephard                  | 5 epizód                                                                                       |
| 2005–2008 | Boston Legal – Jogi játszmák             | Boston Legal                      | Denise Bauer                    | 50 epizód                                                                                      |
| 2007      |                                          | Wainy Days                        | Cheryl                          | 1 epizód                                                                                       |
| 2008      | Nancy ül a fűben                         | Weeds                             | Lisa                            | 7 epizód                                                                                       |
| 2008      | Esküdt ellenségek: Különleges ügyosztály | Law & Order: Special Victims Unit | Gwen Sibert                     | 1 epizód                                                                                       |
| 2009      | True Jackson, VP                         | True Jackson, VP                  | Claire Underwood                | 1 epizód                                                                                       |
| 2009      | Monk – A flúgos nyomozó                  | Monk                              | Marilyn Brody                   | 1 epizód                                                                                       |
| 2009–2020 | Modern család                            | Modern Family                     | Claire Dunphy                   | - főszereplő - rendező (2 epizód) - magyar hangja: - Kiss Virág - Zakariás Éva - Hámori Eszter |
| 2011      | Scooby-Doo: Rejtélyek nyomában           | Scooby-Doo! Mystery Incorporated  | Marion Spartan (hangja)         | 1 epizód                                                                                       |
| 2014–2017 | Family Guy                               | Family Guy                        | Claire Dunphy / önmaga (hangja) | 2 epizód                                                                                       |
| 2016      | Jobb idők                                | Better Things                     | önmaga                          | 1 epizód                                                                                       |
| 2017      |                                          | The Mindy Project                 | Daisy                           | 1 epizód                                                                                       |
| 2017–2020 | Aranyhaj: A sorozat                      | Tangled: The Series               | Arianna királynő (hangja)       | főszereplő (13 epizód)                                                                         |
| 2018      | LA to Vegas – A jackpotjárat             | LA to Vegas                       | Gwen (hangja)                   | 1 epizód (stáblistán nem szerepel)                                                             |
| 2019      | Kacsamesék                               | DuckTales                         | Penumbra hadnagy (hangja)       | 4 epizód                                                                                       |
| 2020      |                                          | Who Wants to Be a Millionaire     | önmaga (versenyző)              | 2 epizód                                                                                       |
| 2021      | Félig üres                               | Curb Your Enthusiasm              | Gabby McAfee                    | 1 epizód                                                                                       |
| 2022      | Amerikai fater                           | American Dad!                     | Trashelle (hangja)              | 1 epizód                                                                                       |
| 2023      | Hailey megoldja!                         | Hailey's On It!                   | Patricia Banks (hangja)         | visszatérő szerep                                                                              |
| 2024      |                                          | Hysteria!                         | Linda Campbe                    | főszereplő                                                                                     |

## Fontosabb díjak és jelölések
| Díj                     | Kategória                                    | Év   | Jelölt mű                    | Eredmény |
| ----------------------- | -------------------------------------------- | ---- | ---------------------------- | -------- |
| Primetime Emmy-díj      | legjobb női mellékszereplő (vígjátéksorozat) | 2010 | Modern család                | Jelölve  |
| Primetime Emmy-díj      | legjobb női mellékszereplő (vígjátéksorozat) | 2011 | Modern család                | Elnyerte |
| Primetime Emmy-díj      | legjobb női mellékszereplő (vígjátéksorozat) | 2012 | Modern család                | Elnyerte |
| Primetime Emmy-díj      | legjobb női mellékszereplő (vígjátéksorozat) | 2013 | Modern család                | Jelölve  |
| Primetime Emmy-díj      | legjobb női mellékszereplő (vígjátéksorozat) | 2014 | Modern család                | Jelölve  |
| Primetime Emmy-díj      | legjobb női mellékszereplő (vígjátéksorozat) | 2015 | Modern család                | Jelölve  |
| Screen Actors Guild-díj | legjobb szereplőgárda (drámasorozat)         | 2006 | Boston Legal – Jogi játszmák | Jelölve  |
| Screen Actors Guild-díj | legjobb szereplőgárda (drámasorozat)         | 2007 | Boston Legal – Jogi játszmák | Jelölve  |
| Screen Actors Guild-díj | legjobb szereplőgárda (drámasorozat)         | 2008 | Boston Legal – Jogi játszmák | Jelölve  |
| Screen Actors Guild-díj | legjobb szereplőgárda (drámasorozat)         | 2009 | Nancy ül a fűben             | Jelölve  |

## Fordítás
- Ez a szócikk részben vagy egészben  a   Julie Bowen című angol Wikipédia-szócikk fordításán alapul.  Az eredeti cikk szerkesztőit annak laptörténete sorolja fel. Ez a jelzés csupán a megfogalmazás eredetét és a szerzői jogokat jelzi, nem szolgál a cikkben szereplő információk forrásmegjelöléseként.